# Patron (beskytter)
 For alternative betydninger, se Patron. (Se også artikler, som begynder med Patron)
Ville den almindelige romerske borger have nogen som helst indflydelse på byens politiske liv, gjaldt det om at finde en patron.
På latin patronus. Ordet er beslæget med ordet pater (fader). Ligesom en far kan have mange børn, men et barn kun kan have én far, kunne patronen have så mange klienter – så mange at han ikke kendte dem alle. Klienten kunne derimod kun have en patron. Patronen beskyttetede klienten mod andres overgreb, varetog klientens politiske interesser og støttede eventuelt sine klienter økonomisk, hvis det blev nødvendigt.
Klienten skulle til gengæld stemme på den pågældende ved valg.
Begge parter havde fordel ved ordningen: for patronen betød det stor anseelse at have mange klienter, mens det var ærefuldt for klienten at have en anset patron.
Hele patron/klientforholdet hvilede på et stiltiende kontrakt, som ikke var nedskrevet nogen steder, men hvis regler alle kendte.
Ordet har også været brugt i Danmark hvor kirkeejeren havde patronat eller patronatsret, ligesom en fæstebonde ofte kaldte sin herremand for sin patron.
| Historie | Spire Denne historieartikel er en spire som bør udbygges. Du er velkommen til at hjælpe Wikipedia ved at udvide den. |